# Semis
Semis (dob. »polovica«) je bila starorimska merska enota. Kot masna enota je meril polovico libre (163,7 g), kot dolžinska enota pa polovico pesa (148 mm), kot ploskovna enota pa polovico iugera (1260 m2).

## Kovanec
Semis je bil majhen bronast rimski kovanec, veden pol asa. V Rimski republiki je bil označen s črko S (kot semis) ali šestimi pikami, ki so pomenile maso 6 unč (unicae). Na nekaterih kovancih je bila na lični strani doprsna podoba Saturna, na zadnji strani pa ladijski kljun.
Prvi kovanci so se, tako kot drugi kovanci Rimske republike, začeli kovati malo pred drugo punsko vojno (218–204 pred n. št.). V Rimskem cesarstvu so se kovali občasno do vladavine cesarja Hadrijana (vladal 117–138). 

## Vrednosti rimskih kovancev
- aureus (zlato), 25 denarijev (srebro)
- denarij, 4 sesterci (medenina)
- sesterc, 2 dupondija (medenina)
- dupondij, 2 asa (baker/bron)
- as, 2 semisa (medenina)
- semis, 2 kvadransa (baker/bron)

## Vira
- M.H. Crawford (1985). Coinage and money under the Roman Republic : Italy and the Mediterranean economy. London : Methuen. COBISS 1167968. ISBN 0-416-12300-7.
- Zehnacker, Hubert (1973), Moneta : recherches sur l’organisation et l’art des émissions monétaires de la République romaine (289-31 av. J.-C.) , Rome : École française de Rome, Pariz: diffusion de Boccard, 1973.